# Pidhaitsi (Lutsk)
Pidhaitsi (ucraniano: Підга́йці; polaco: Podhajce) es un municipio rural y pueblo de Ucrania perteneciente al raión de Lutsk de la óblast de Volinia.
En 2018 el municipio tenía una población de 8363 habitantes, de los que algo más de cuatro mil vivían en la capital municipal y el resto repartidos en diecinueve pedanías. El municipio fue fundado en 2018 mediante la fusión de los consejos rurales de Pidhaitsi y Lyshche, a los que se fueron añadiendo otros consejos rurales colindantes entre 2019 y 2020.
Se ubica en la periferia suroriental de la capital regional Lutsk, en la salida de la carretera M19 que lleva a Ternópil.

## Historia
Se conoce la existencia del pueblo en documentos desde 1526. Fue una pequeña localidad rural hasta el siglo XX, cuando se desarrolló como área periférica de Lutsk. Antes de la fundación del actual municipio en 2017, Pidhaitsi era sede de un consejo rural, que únicamente incluía como pedanías a Krupa y Strumivka.